# 101 (број)
101 је број, нумерал и име глифа који представља тај број. 101 је природан број који се јавља после броја 100, а претходи броју 102.

## У математици
- Је прост број, дељив само са собом и јединицом
- Је збир 5 узастопних простих бројева: 101 = 13 + 17 + 19 + 23 + 29

## У науци
- Је атомски број мендељевијума

## Остало
- 101 Далматинац је име чувене дечје књиге и филма.
- Тајпеј 101 је име највише зграде на свету од 2004. до 2010. године. Тренутно је друга по висини иза Бурж Халифе у Дубаију.
- Застава 101 је име чувеног аутомобила који се производио у Крагујевцу.
- Стандардна тастатура има 101 тастер.[1]
- Је број аутобуске линије у Београду који саобраћа на релацији Омладински стадион - Падинска Скела[2]